# 1603 en musique classique
| \| • Retour à la chronologie générale de la musique classique • \| |
| Grèce • Rome • Haut Moyen Âge • VIIIe siècle • IXe siècle • Xe siècle • XIe siècle XIIe siècle • XIIIe siècle • XIVe siècle • XVe siècle • XVIe siècle • XVIIe siècle XVIIIe siècle • XIXe siècle • XXe siècle • XXIe siècle |
| • Retour à la chronologie générale de la musique classique • |

| Années en musique classique : 1600 - 1601 - 1602 - 1603 - 1604 - 1605 - 1606    |
| Décennies en musique classique : 1570 - 1580 - 1590 - 1600 - 1610 - 1620 - 1630 |

## Œuvres
- Publication à Leyde des Hollandsche Madrigalen, à cinq, à six et à huit voix, de Cornelis Schuyt.
- Publication à Naples du Premier livre et du Deuxième livre de Sacræ Cantiones de Carlo Gesualdo.

## Naissances

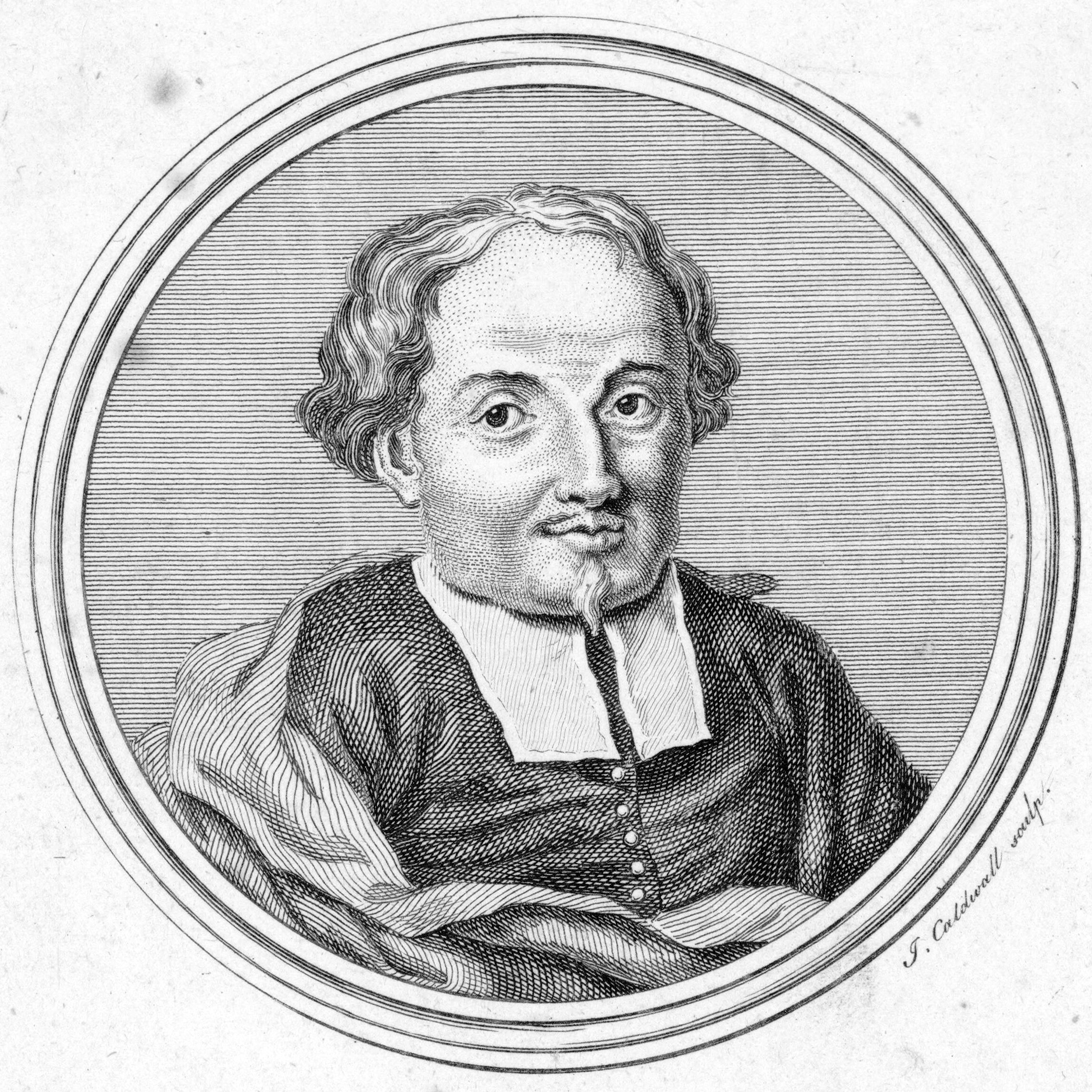
Francesco Foggia.

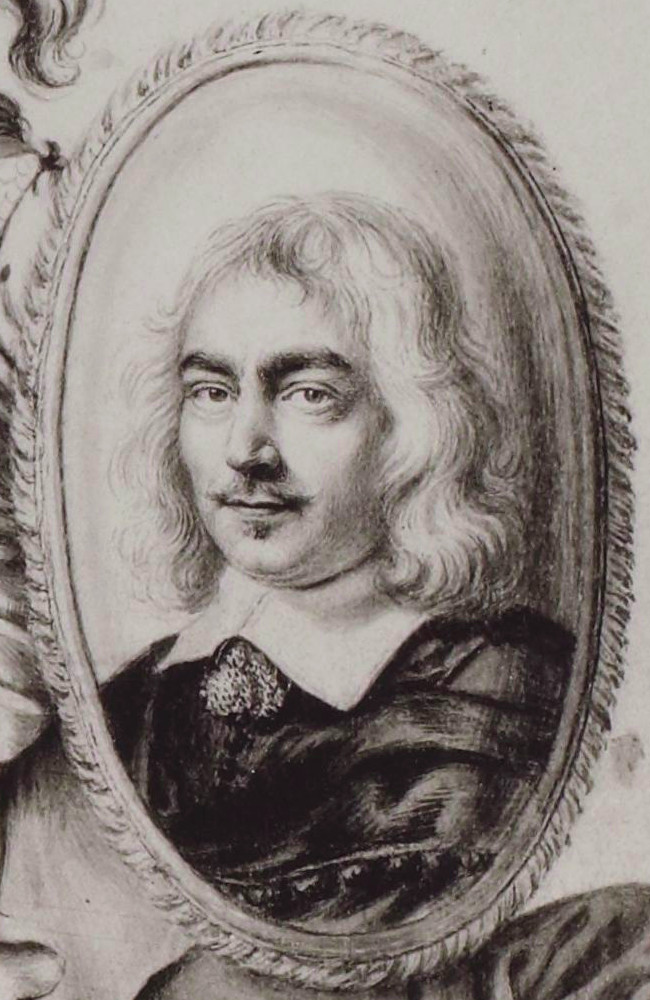
Denis Gaultier.

- baptême le 17 novembre : Francesco Foggia, compositeur italien († 8 janvier 1688).
- Denis Gaultier, luthiste et compositeur français († janvier 1672).
- Kaspar Kittel, compositeur allemand († 9 octobre 1639).
- Marco Uccellini, compositeur et violoniste italien († 10 décembre 1680).

## Décès
- juin : Baldassare Donato, compositeur, chanteur et maître de chapelle italien (° vers 1525-1530).
- 4 juillet : Philippus de Monte, compositeur franco-flamand (° 1521).
- 25 septembre : Stefano Felis, compositeur italien (° 1538).

Date indéterminée :
- Giulio Cesare Barbetta, compositeur italien (° 1540).
- Johannes de Fossa, compositeur franco-flamand (° vers 1540).

Après 1603 :
- Jan Tollius, compositeur franco-flamand (° vers 1550).